# Eclissi solare del 16 giugno 1806
L'Eclissi solare del 16 giugno 1806, di tipo totale, è un evento astronomico che ha avuto luogo il suddetto giorno attorno alle ore 16:24 UTC. La durata della fase massima dell'eclissi è stata di 4 minuti e 55 secondi e l'ombra lunare sulla superficie terrestre raggiunse una larghezza di 210 km. 
L'eclissi del 16 giugno 1806 divenne la prima eclissi solare nel 1806 e la 16ª nel XIX secolo. La precedente eclissi solare ebbe luogo il 21 dicembre 1805, la seguente il 10 dicembre 1806.
L'evento è iniziato nell'Oceano Pacifico al largo della California, ha attraversato il continente nordmaericano e successivamente l'intero oceano Atlantico, per poi coprire la terraferma in Africa centro occidentale.

## L'eclissi di Tecumseh
L'eclissi è stata chiamata l'eclissi di Tecumseh dal nome del capo degli indiani Shawnee, Tecumseh. Nel corso degli eventi che hanno caratterizzato l'evoluzione territoriale degli Stati Uniti d'America, Tecumseh si rese conto che l'unica speranza per le varie tribù del Nord America orientale e centrale era quella di unirsi. Fu assistito da suo fratello, Tenskwatawa , chiamato Il Profeta, il quale chiedeva il rifiuto dell'influenza europea e il ritorno ai valori tradizionali. Questa unità tribale minacciò William Henry Harrison, il governatore territoriale dell'Indiana e futuro nono presidente degli Stati Uniti. Harrison cercò di screditare il leader Shawnee sfidando Tenskwatawa a dimostrare i suoi poteri. Harrison disse pubblicamente: "Se lui (Tenskwatawa) è davvero un profeta, faccia sì che il Sole si fermi o che la Luna alteri il suo corso, che i fiumi smettano di scorrere o che i morti risorgano dalle loro tombe".
Tenskwatawa dichiarò che il Grande Spirito era arrabbiato con Harrison e avrebbe dato un segno. "Cinquanta giorni da questo giorno non ci saranno nuvole nel cielo. Eppure, quando il Sole avrà raggiunto il suo punto più alto, in quel momento il Grande Spirito lo prenderà nelle sue mani e ce lo nasconderà. L'oscurità della notte a quel punto sarà sopra di noi e le stelle brilleranno tutte intorno. Gli uccelli si appollaieranno e le creature notturne si risveglieranno e si muoveranno".
Quel giorno ci fu un'eclissi e il tentativo di Harrison di dividere il popolo Shawnee fallì in modo spettacolare. Allora Tecumseh ordinò al Grande Spirito di liberare il sole

## Osservazioni a fini scientifici

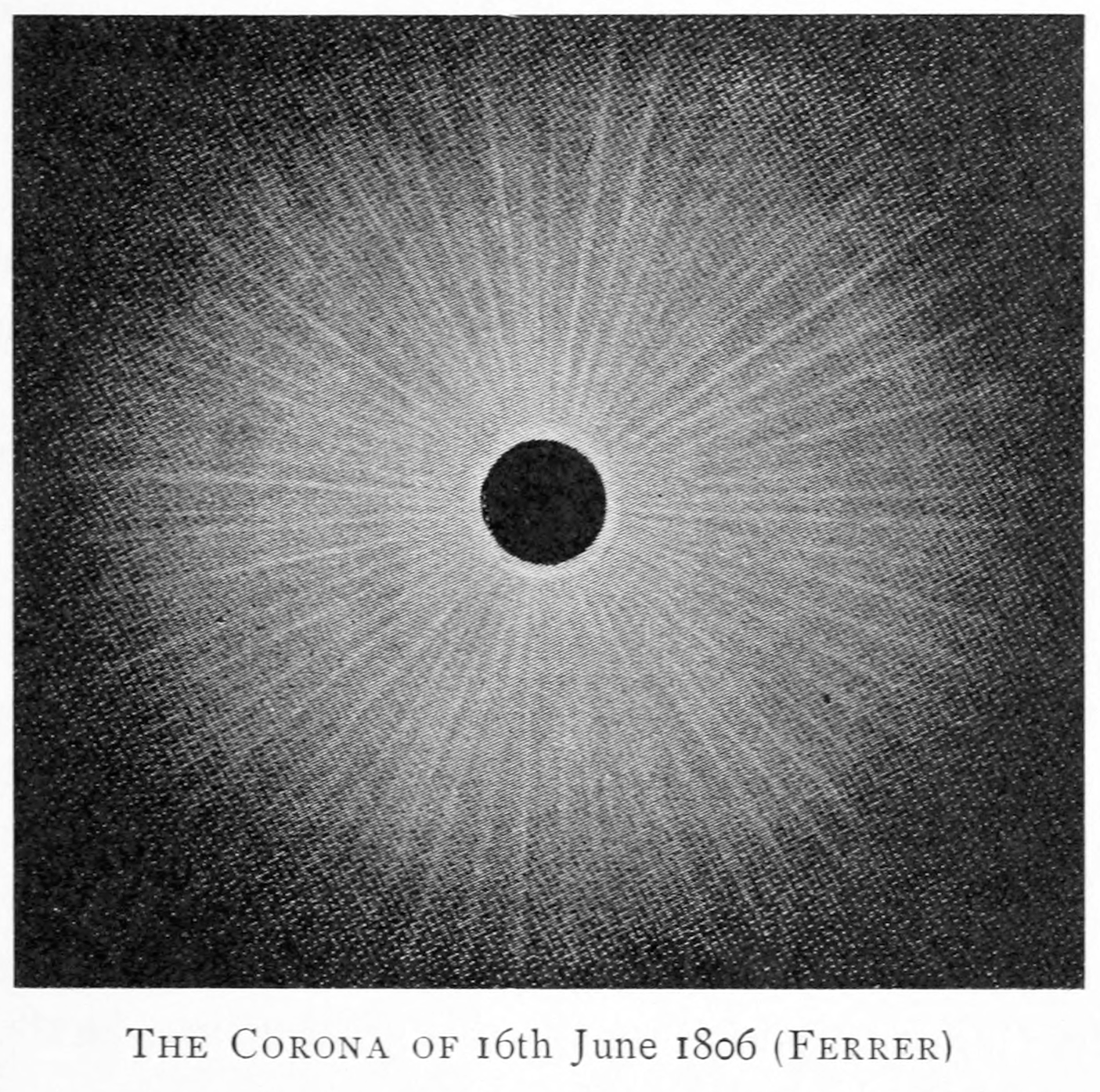
Corona solare ripresa da Ferrer nel 1806

L'astronomo spagnolo José Joaquín de Ferrer osservò l'evento da Kinderhook, New York e diede il nome di corona al bagliore della debole atmosfera esterna del Sole che si vedeva durante un'eclissi totale; suggerì che la corona facesse parte del Sole e non della Luna, a causa delle sue grandi dimensioni. Ferrer constatò anche che durante l'eclissi totale del 1806, le irregolarità della superficie lunare erano chiaramente distinguibili.
L'astronomo amatoriale Capel Lofft documentò l'evento dall'Inghilterra.

## Eclissi correlate

### Ciclo di Saros 124
L'evento appartiene alla serie 124 del ciclo di Saros che per le eclissi solari si verifica nel nodo discendente della Luna, ripetendosi ogni 18 anni, 11 giorni, contenente 73 eventi.